# Мур, Кристина
Кристина Мур (англ. Christina Moore; род. 12 апреля 1973 года) — американская актриса. Наибольшую известность ей принесли участие в скетч-шоу «MADtv», а также роли Лори Форман в сериале «Шоу 70-х», Кенди Салливан в «Сестра Готорн» и Трейси Кларк в «90210: Новое поколение».

## Карьера
Кристина Мур родилась в городе Палатин, штат Иллинойс. С самого детства участвовала в выступлениях в церкви, которую посещали её родители. В старших классах выступала вместе с школьной труппой в театрах Чикаго.
Первое профессиональное выступление было летом в Эвансвилле, штата Индиана, в постановке «Young Abe: The Abraham Lincoln Boyhood Outdoor Musical Drama». Также актриса участвовала в постановках «Энни», «Золушка» и «Большая река».
Окончив «Школу Искусств университет Вэслиан Иллинойс», Мур переехала в Лос-Анджелес, чтобы заняться актёрской карьерой. В 2002 году актриса начала сниматься для восьмого сезона скетч-шоу «MADtv». Она пародировала Кристину Агилеру, Шеннон Элизабет, Шэрон Стоун, Тристу Рен и Бриттани Мёрфи. Одна из двух актёров шоу, которые позже вошли в состав сериала «Шоу 70-х» — также в сериале снимался её коллега Джон Майерс, сыгравший Ренди Пирсона в последнем сезоне «Шоу 70-х».
В 2005 году сыграла главную роль в сериале «Недвижимость нарасхват», продержавшемся в эфире 13 эпизодов. Также сыграла в фильмах «Трое в каноэ» и «Полное руководство по эксплуатации парней» по мотивам книги Дэйва Барри. Снималась в гостевых ролях в таких шоу, «Бухта Гиперион», «Руководство плохой девчонки», «Пасадена», «Несчастливы вместе», «24 часа», «Женаты… с детьми», «Журнал мод», «Два с половиной человека», «Друзья» и «Внезапная Сьюзан».
В 2008 году актриса получила роль Трейси Кларк, сексуальной матери Наоми, в молодёжном сериале «90210: Новое поколение». Также снялась в нескольких эпизодах шоу «Джесси» канала Disney. Мур появилась в 10 эпизодах первого сезона. Кроме того, актриса озвучила множество книг, включая серии «Юные чародеи» и «Жёлтая звезда».
Мур является одной из основательниц женского юмористического ансамбля «Bitches Funny», выступающего в Нью-Йорке и Лос-Анджелесе последние пять лет.

## Личная жизнь
5 июля 2008 года вышла замуж за актёра Джона Дюсея (англ. John Ducey). Мур — главный инвестор и владелец доли мировой корпорации «Easy Street Motorsports», владельца команды «Subaru Impreza WRX STi», разгоняющихся до 175 миль в четверть мили за 7,9 секунд.

## Фильмография

### Кино
| Кино | Кино                               | Кино                   | Кино          | Кино           |
| Год  | Название                           | В оригинале            | Роль          | Примечания     |
| ---- | ---------------------------------- | ---------------------- | ------------- | -------------- |
| 1997 | Закоренелые неудачники             | The Sore Losers        | J-Wags Patron |                |
| 1998 | Вторая кожа                        | Second Skin            |               |                |
| 2004 | Трое в каноэ                       | Without A Paddle       | Баттерфляй    |                |
| 2002 | Руководство по эксплуатации парней | Complete Guide to Guys | Элейн         |                |
| 2007 | Операция «Дельта-фарс»             | Delta Farce            | Карен         |                |
| 2011 | Прирожденный гонщик                | Born To Race           | Миссис Паркер | сразу на видео |

### Телевидение
| Телевидение | Телевидение                   | Телевидение              | Телевидение                  | Телевидение |
| Год         | Название                      | В оригинале              | Роль                         | Примечания  |
| ----------- | ----------------------------- | ------------------------ | ---------------------------- | ----------- |
| 1996        | Беверли-Хиллз, 90210          | Beverly Hills, 90210     | Сексуальная девушка          | 1 эпизод    |
| 1996        | Женаты… с детьми              | Married... with Children | Красотка                     | 1 эпизод    |
| 1997        | Горящая зона                  | The Burning Zone         | Трейси                       | 1 эпизод    |
| 1997        | Крылья                        | Wings                    | Терри                        | 1 эпизод    |
| 1997        | Шёлковые сети                 | Silk Stalkings           | Сьюзан Хендерсон             | 1 эпизод    |
| 1997        | Поджаренная на медленном огне | Fired Up                 | Бетси                        | 1 эпизод    |
| 1997        | Почти совершенство            | Almost Perfect           | Дженни                       | 1 эпизод    |
| 1998        | Несчастливы вместе            | Unhappily Ever After     | Шерри                        | 4 эпизода   |
| 1998        | Шоу Дрю Кери                  | The Drew Carey Show      | Журналистка                  | 1 эпизод    |
| 1998        | Друзья                        | Friends                  | Марджори                     | 1 эпизод    |
| 1998        | Конрад Блум                   | Conrad Bloom             | Эллисон                      | 1 эпизод    |
| 1998        | Бухта Гиперион                | Hyperion Bay             | Эми Суини                    | 17 эпизодов |
| 1998, 2000  | Внезапная Сьюзан              | Suddenly Susan           | Хизер / Элизабет Макстоун    | 2 эпизода   |
| 2000        | Журнал мод                    | Just Shoot Me!           | Колин                        | 1 эпизод    |
| 2001        | Семь дней                     | Seven Days               | Доктор Грейс Уэйман          | 1 эпизод    |
| 2001        | Закон семьи                   | Family Law               | Дженнифер Кук                | 2 эпизода   |
| 2001        | Блуждающая тень               | Walking Shadow           | Джозелин Колби               | 1 эпизод    |
| 2001        | Пасадена                      | Pasadena                 | Джейлин Ричардс              | 4 эпизода   |
| 2002        | 24 часа                       | 24                       | Дана                         | 1 эпизод    |
| 2002–2003   | Безумное телевидение          | Madtv                    | разные персонажи             | 8 эпизодов  |
| 2003–2004   | Шоу 70-х                      | That '70s Show           | Лори Форман                  | 6 эпизодов  |
| 2005        | Недвижимость нарасхват        | Hot Properties           | Эмерсон Ивс                  | 13 эпизодов |
| 2005        | Руководство плохой девчонки   | The Bad Girl's Guide     | Капа                         | 6 эпизодов  |
| 2005        | Без сценария                  | Unscripted               | Член группы поддержки        | 1 эпизод    |
| 2005        | Фабрика любви                 | Love, Inc.               | Тиффани                      | 1 эпизод    |
| 2005        | Уилл и Грейс                  | Will & Grace             | Китти                        | 1 эпизод    |
| 2007        | Свадебные колокола            | The Wedding Bells        | Крисси Миллер                | 1 эпизод    |
| 2008        | Женский клуб убийств          | Women's Murder Club      | Дрю Каплан                   | 1 эпизод    |
| 2008        | Разомкнутые                   | Unhitched                | Барбара                      | 1 эпизод    |
| 2008        | Два с половиной человека      | Two & A Half Men         | Синтия Салливан              | 1 эпизод    |
| 2008–2009   | 90210: Новое поколение        | 90210                    | Трейси Кларк                 | 10 эпизодов |
| 2009–2011   | Сестра Готорн                 | Hawthorne                | Кенди Салливан               | 21 эпизод   |
| 2009        | Дайте Санни шанс              | Sonny With A Chance      | Тэмми Харт                   | 1 эпизод    |
| 2010        | Чёрная метка                  | Burn Notice              | Изабелла Корвино             | 1 эпизод    |
| 2011        | Джесси                        | Jessie                   | Кристина Росс                | 3 эпизода   |
| 2011        | Свободные агенты              | Free Agents              | Девушка на свидании с Дэйвом | 1 эпизод    |
| 2011—2012   | Настоящая кровь               | True Blood               | Сюзанн МакКиттрик            | 4 эпизода   |
| 2012        | Быть мужчиной                 | Man Up                   | Марси                        | 1 эпизод    |
| 2012        | Правила совместной жизни      | Rules Of Engagement      | Джейн                        | 1 эпизод    |
| 2012        | Последний настоящий мужчина   | Last Man Standing        | Эйприл                       | 1 эпизод    |
| 2013        | 90210: Новое поколение        | 90210                    | Трейси Кларк                 | 1 эпизод    |